# 明星幼稚園 (富山県)
明星幼稚園（みょうじょうようちえん）とは、富山県魚津市にかつて存在した私立の幼稚園。

## 所在地
〒937-0803 富山県魚津市本江新町2番12号

## 沿革
- 1960年4月 - 本江新町のカトリック魚津教会で開園。当時としては珍しい小さなランドセルにベレー帽の制服とバスでの送迎も行われていた[1]。
- 2017年3月 - 少子化の影響により閉園[1]。

## 理念
- 人を愛し、神様の愛を受け、自然を愛する[1]

## 教育時間
- 通常保育：9:30 - 14:00
- 午前保育：9:30 - 11:30

## 食事
- 月・火・木・金曜日は給食がある。水曜日は、手作り弁当。